# Juan Ramón Fernández
Juan Ramón Fernández (* 5. März 1980 in Gualeguaychú) ist ein ehemaliger argentinischer Fußballspieler, der zuletzt beim Club Everton de La Plata spielte.

## Karriere

### Verein
Juan Ramón Fernández begann seine Karriere 1997 bei Estudiantes de La Plata, in der Saison 1997/98 debütierte er in der höchsten argentinischen Spielklasse. Nachdem er dort von Jahr zu Jahr mehr Einsätze bekam und letztendlich zum Stammspieler heranwuchs, wechselte er im Sommer 2002 für ungefähr 1,5 Millionen US-Dollar zum damals amtierenden deutschen Meister Borussia Dortmund.
Sein erstes Spiel für die Borussia bestritt er am 30. Juli im Ligapokalfinale gegen Hertha BSC. Sein Bundesliga-Debüt folgte am 9. August beim 2:2-Unentschieden wiederum gegen Hertha BSC. Doch nach nur vier Ligaeinsätzen in der Hinrunde, musste sich Fernandez mit der Reservistenrolle begnügen und wurde zwischenzeitlich sogar nur in der zweiten Mannschaft eingesetzt. Vor Beginn der Saisonvorbereitung 2003/04 reiste Fernandez unerlaubt in sein Heimatland, da er mit seinem Reservistendasein nicht zufrieden war. Der BVB bestrafte ihn für diese Aktion mit einer Geldstrafe von 100.000 Euro. Doch aufgrund der langfristigen Verletzungen von Torsten Frings und Evanilson wurde Fernandez in der Mannschaft gebraucht und absolvierte in der Hinrunde 2003/04 zehn Ligaspiele, ehe er im Januar 2004 für ein Jahr in seine Heimat an CA River Plate verliehen wurde.
Im Juli 2005 wechselte er wieder zurück nach Argentinien zum CA San Lorenzo de Almagro. Ab diesem Zeitpunkt wechselte er beinahe im Jahresrhythmus von Verein zu Verein. Er spielte unter anderem für Olimpo de Bahía Blanca, CA Colón und die Argentinos Juniors, ehe er im Februar 2009 nochmals ins Ausland wechselte und zwar nach Griechenland zu Skoda Xanthi. Doch nach nur vier Monaten kehrte er wieder nach Argentinien zurück und spielte bei Atlético de Rafaela, wo er die Primera B Nacional in der Saison 2010/11 gewann. Im Jahr 2013 spielte Fernández in Chile für Deportes Iquique und bestritt dort sieben Ligaspiele. Ab 2014 spielte er wieder in Argentinien beim Club Everton de La Plata. Dort beendete er letztendlich auch seine Karriere. Allerdings ist nicht bekannt, in welchem Jahr Fernández aufhörte.

### Nationalmannschaft
Fernández absolvierte im Jahr 1999 unter dem damaligen Trainer Marcelo Bielsa ein Länderspiel für die argentinische Fußballnationalmannschaft, dies blieb jedoch sein einziges.

## Titel und Erfolge
Atlético de Rafaela
- Primera B Nacional: 2010/11